# Mandy Niklaus
Mandy Niklaus (1º marzo 1956) è un'ex schermitrice tedesca, vincitrice di una medaglia di bronzo ai campionati mondiali di scherma.